# Identitat nacional
La identitat nacional és la identitat o el sentit de pertinença d'una persona a un o més estats o a una o més nacions. És el sentit d'"una nació com un tot cohesionat, representat per tradicions, cultura i llengua distintes".

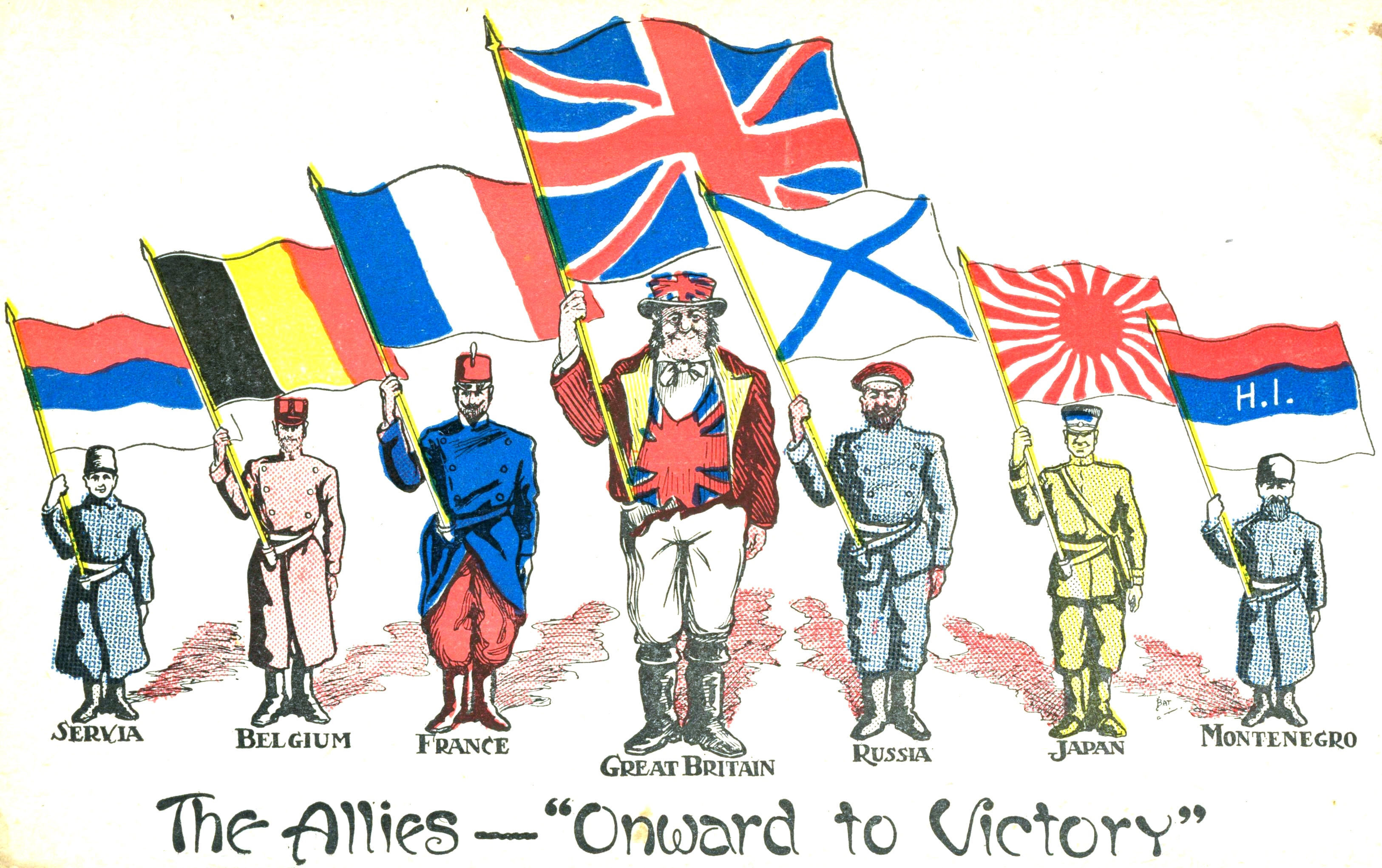
Una postal de 1916 que mostra personificacions nacionals d'alguns dels aliats de la Primera Guerra Mundial, cadascun amb una bandera representativa de la seva nació

La identitat nacional comprèn tant elements polítics com culturals. Com a fenomen col·lectiu, pot sorgir de la presència de "punts comuns" en la vida quotidiana de les persones: símbols nacionals, llengua, història de la nació, consciència nacional i artefactes culturals. Subjectivament, és un sentiment que es comparteix amb un grup de persones sobre una nació, independentment de l'estatus legal de ciutadania. En termes psicològics, es defineix com una "consciència de la diferència", un "sentiment i reconeixement del 'nosaltres' i 'ells'". La identitat nacional pot incorporar la població, així com la diàspora, d'estats i societats multiètniques que tenen un sentit compartit d'identitat comuna. Les ètnies amb guionet són exemples de la confluència de múltiples identitats ètniques i nacionals dins d'una sola persona o entitat.
Segons el dret internacional, el terme identitat nacional, referit als estats, és intercanviable amb el terme identitat de l'estat o identitat sobirana de l'estat. La identitat d'un Estat, per definició, està relacionada amb el nom constitucional de l'estat utilitzat com a identificació jurídica en les relacions internacionals i un element essencial de la personalitat jurídica internacional de l'estat. La identitat sobirana de la nació també representa un denominador comú per a la identificació de la cultura nacional o identitat cultural, i sota el Dret Internacional, qualsevol interferència externa amb la identitat cultural o les creences culturals i tradicions sembla ser inadmissible. Qualsevol privació o modificació externa de la identitat cultural nacional vulnera els drets humans col·lectius bàsics.
L'expressió positiva de la identitat nacional es manifesta a través del patriotisme, que es caracteritza per l'orgull nacional i l'amor profund cap al propi país. Quan aquesta expressió de la identitat nacional es porta a l'extrem, es transforma en xovinisme, que implica una creença fervent en la superioritat del país i una lleialtat desmesurada cap a ell.

## Formació de la identitat nacional

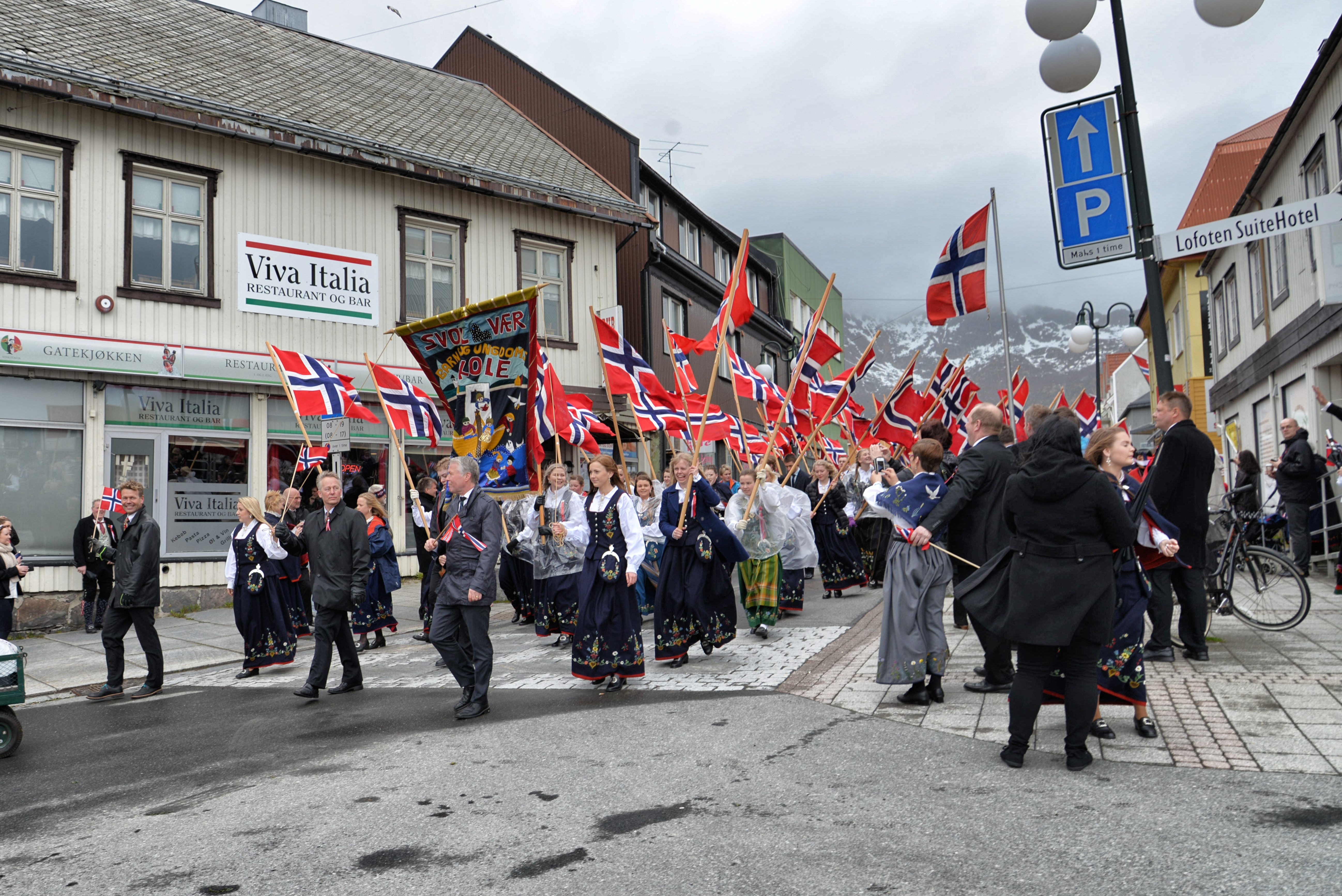
Els noruecs celebren el dia nacional

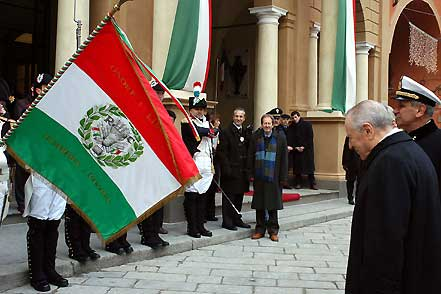
L'antic president d'Itàlia Carlo Azeglio Ciampi honra la bandera de la República de Cispadane, primera bandera italiana, durant el Dia del Tricolor el 7 de gener de 2004 a Reggio Emilia.

La identitat nacional no és una característica innata, sinó que es construeix socialment. No existeix una definició consensuada sobre què constitueix la identitat nacional. Aquesta pot sorgir de la presència d'elements compartits en la vida quotidiana, com ara símbols nacionals, llengües, colors, història de la nació, vincles de sang, cultura, música, cuina, ràdio, televisió, etc. Sota diferents influències socials, les persones integren la identitat nacional a les seves pròpies identitats, adoptant creences, valors, suposicions i expectatives que s'alineen amb aquesta identitat. Aquelles que s'identifiquen amb la seva nació consideren significatius els valors i creences nacionals i els tradueixen en pràctiques quotidianes.
Existeixen tres escoles principals per definir la identitat nacional. Els essencialistes veuen la identitat nacional com a fixa, basada en l'ascendència, la història d'una llengua comuna, l'ètnia i les visions del món (Connor 1994; Huntington 1996 ). Els constructivistes creien en la importància de la política i l'ús del poder per part dels grups dominants per obtenir i mantenir un estatus privilegiat a la societat (Brubaker, 2009; Spillman, 1997; Wagner-Pacifici i Schwartz, 1991 ). Finalment, l'escola d'identitat cívica se centra en els valors compartits sobre els drets i la legitimitat de les institucions estatals per governar.
Alguns estudiosos van investigar com la cultura popular es connecta amb el procés de construcció de la identitat. Alguns van trobar que els gèneres musicals contemporanis poden enfortir la identitat ètnica augmentant el sentiment d'orgull ètnic.

### Conceptualització
El politòleg Rupert Emerson va definir la identitat nacional com "un cos de persones que senten que són una nació". Aquesta definició d'identitat nacional va ser avalada pel psicòleg social Henri Tajfel, que va formular la teoria de la identitat social juntament amb John Turner. La teoria de la identitat social adopta aquesta definició d'identitat nacional i suggereix que la conceptualització de la identitat nacional inclou tant l'autocategorització com l'afecte. L'autocategorització fa referència a identificar-se amb una nació i veure's com a membre d'una nació. La part afectiva es refereix a l'emoció que una persona té amb aquesta identificació, com ara un sentiment de pertinença o un vincle emocional cap al seu país. La mera consciència de pertànyer a un grup específic invoca emocions positives sobre el grup i condueix a una tendència a actuar en nom d'aquest grup, fins i tot quan els altres membres del grup són de vegades desconeguts personalment.
La identitat nacional requereix el procés d'autocategorització, i implica tant la identificació d'in-grup (identificar-se amb la pròpia nació) com la diferenciació de grups externs (altres nacions). Les persones s'identifiquen amb una nació i formen un grup en el reconeixement de punts en comú com ara tenir una descendència i un destí comú. Al mateix temps, veuen les persones que s'identifiquen amb una nació diferent com a grups externs. La teoria de la identitat social suggereix una relació positiva entre la identificació d'una nació i la derogació d'altres nacions. Les persones participen en les comparacions entre grups identificant-se amb la pròpia nació i tendeixen a derogar els grups externs. No obstant això, diversos estudis han investigat aquesta relació entre la identitat nacional i la derogació dels seus països i van trobar que identificar-se amb la identitat nacional no necessàriament resulta en una derogació fora del grup.
La identitat nacional, igual que altres identitats socials, genera emocions com l'orgull i l'amor per la pròpia nació, així com un sentit de responsabilitat cap a la resta de ciutadans. La socialització d'aquesta identitat, incloent-hi l'orgull nacional i la percepció d'excepcionalitat del país, afavoreix l'harmonia entre els diferents grups ètnics. Un exemple d'això es pot veure als EUA, on la integració de diversos grups ètnics dins de la identitat general de ser nord-americà uneix les persones a través d'un orgull nacional compartit i un sentiment de pertinença als EUA, contribuint així a la reducció dels conflictes ètnics.
Des del punt del dret internacional, la identitat nacional sobirà no podria estar subjecta a una regulació o revisió del tractat, i qualsevol tractat internacional que tingui com a objectiu crear o canviar la identitat nacional de l'estat sobirà sembla violar els drets de jus cogens de la nació. El tractat de revisió de la identitat nacional podria estar subjecte a l'extinció d'acord amb l'article 53 de la Convenció de Viena sobre el Dret dels Tractats (que diu: " Un tractat és nul si, en el moment de la seva celebració, entra en conflicte amb una norma imperativa de caràcter general). dret internacional ". Qualsevol privació o revisió de la identitat nacional sobirana sembla constituir un etnocidi. La identitat nacional no podria estar subjecta a imposició, revisió o privació sota cap circumstància.

### Salència
La identitat nacional pot ser més notable quan la nació s'enfronta a enemics externs o interns i desastres naturals. Un exemple d'aquest fenomen és l'augment del patriotisme i la identitat nacional als Estats Units després dels atemptats terroristes de l'11 de setembre de 2001. La identitat de ser nord-americà és destacada després dels atacs terroristes i s'evoca la identitat nacional nord-americana. Tenir una amenaça comuna o un objectiu comú uneix les persones en una nació i millora la identitat nacional.
El sociòleg Anthony Smith argumenta que la identitat nacional té la característica de continuïtat que es pot transmetre i persistir a través de generacions. En expressar els mites de tenir una descendència comuna i un destí comú, es millora el sentit de pertinença de la gent a una nació. No obstant això, les identitats nacionals poden desaparèixer amb el temps a mesura que més persones viuen en països estrangers durant més temps
, i pot ser desafiat per identitats supranacionals, que es refereix a identificar-se amb un grup més inclusiu i més gran que inclou persones de diverses nacions.
La investigació sobre l'experiència d'estudi a l'estranger que es va centrar en els efectes dels estereotips nord-americans va trobar que els estudiants nord-americans s'enfrontaven a reptes per connectar amb el seu país d'acollida durant la seva experiència d'estudi a l'estranger a causa dels estereotips de la identitat americana. Un estereotip que va afectar la seva experiència va estar relacionat amb la política durant les eleccions presidencials dels Estats Units de 2016 de Donald Trump. Un estudi va trobar que els estudiants es desvindrien, allunyarien, evitarien, assimilen o desafiarien la seva identitat o cultura d'acollida en resposta a les interaccions a les quals s'enfrontaven. Aquestes idees preconcebudes de la cultura d'acollida, i fins i tot dels nord-americans, afecten la capacitat de persones de diferents orígens d'entendre's i acceptar-se mútuament com a individus, en lloc de l'estereotip d'un grup cultural.

### Gent
Les persones són el concepte bàsic d'una identitat nacional. Però les persones es poden identificar i construir mitjançant diferents lògiques del nacionalisme. Els exemples van des del moviment Völkisch fins a les repúbliques populars.

## Consciència nacional

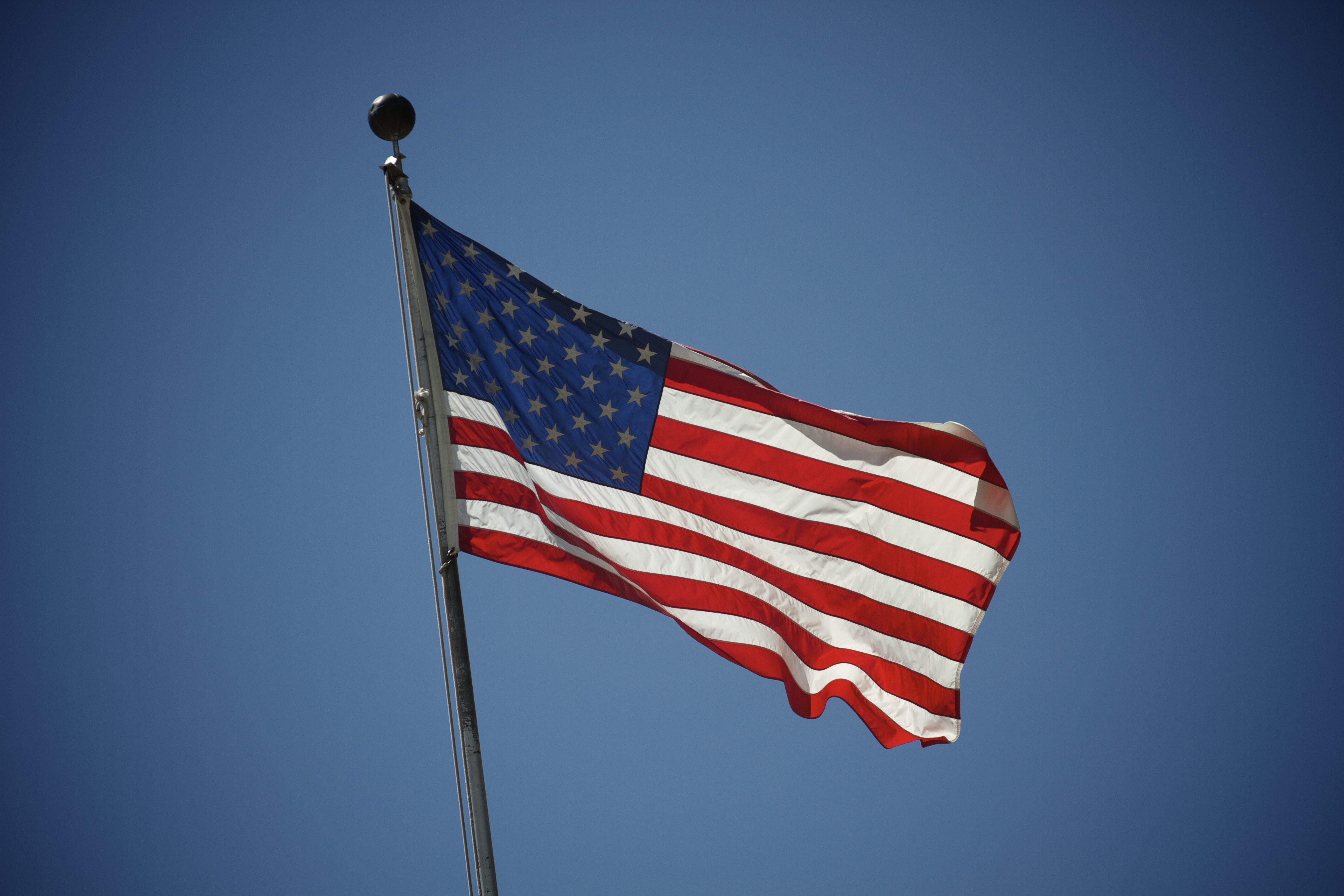
Bandera americana com a símbol nacional

Una consciència nacional és un sentit compartit d'identitat nacional i una comprensió compartida que un grup de persones comparteix un rerefons ètnic/lingüístic/cultural comú. Històricament, l'augment de la consciència nacional ha estat el primer pas cap a la creació d'una nació. D'un cop d'ull, la consciència nacional es refereix al nivell de consciència col·lectiva i a la comprensió que sense "ells" no pot existir "nosaltres". Es tracta de la presa de consciència de les moltes actituds i creences compartides sobre aspectes com la família, els costums, els rols socials i de gènere, entre d'altres. Aquesta consciència permet l'existència d'una "identitat col·lectiva", que ajuda les persones a entendre on es troben i la rellevància dels llocs i persones que els envolten, fins al punt que aquests elements esdevenen tan significatius que converteixen el col·lectiu en una nació. En resum, la consciència nacional es pot definir com un conjunt específic d'actituds que configuren maneres habituals de donar significat i respecte als fenòmens de la vida.
Les identitats nacionals a Europa i Amèrica es van desenvolupar juntament amb la idea de la sobirania política invertida en el poble de l'estat. A l'est d'Europa, també estava sovint vinculat a l'ètnia i la cultura. El nacionalisme requereix primer una consciència nacional, la consciència de la comunitat nacional d'un grup de persones o nació. El despertar de la consciència nacional s'atribueix sovint als herois nacionals i s'associa amb símbols nacionals.
La identitat nacional es pot considerar un producte col·lectiu. A través de la socialització, es transmet als membres del grup un sistema de creences, valors, suposicions i expectatives. Els elements col·lectius de la identitat nacional poden incloure símbols nacionals, tradicions i records d'experiències i èxits compartits per la nació. Aquests elements estan profundament lligats a la història del país. Segons el grau d'exposició de cada persona a la socialització d'aquest sistema, la identitat nacional s'incorpora en major o menor mesura a la seva identitat personal. Aquests elements col·lectius poden arribar a ser parts essencials de la manera com l'individu es defineix a si mateix, així com de la seva percepció del món i del seu paper dins d'aquest.

### Perspectives

#### Benedict Anderson
Les nacions, segons Benedict Anderson, són imaginades. La idea de la "comunitat imaginada" és que una nació es construeix socialment, i la nació està formada per individus que es veuen a si mateixos com a part d'un grup particular. Anderson es va referir a les nacions com a "comunitats imaginades". Va pensar que les nacions, o comunitats imaginades, estaven delimitades a causa dels seus límits pel que fa a qui està dins i qui està fora. Anderson creia que la nació opera mitjançant l'exclusió. Tot i que les nacions exclouen aquells fora d'ella, però també els seus membres que no són considerats immediatament en la idea col·lectiva de la seva identitat nacional. Anderson pensava que les nacions estaven delimitades i també eren:
Limitat: a causa dels límits o conceptes mentals, ens plantegem que els altres són per cultura, ètnia, etc. No ens imaginem a tothom en una societat o sota un nacionalisme, però estem mentalment separats.
Sobirà: les nacions eren sobiranes perquè la sobirania simbolitza la llibertat de les pràctiques religioses tradicionals. La sobirania proporciona l'organització necessària per a una nació alhora que la manté lliure de les pressions religioses tradicionals.

#### Ernest Gellner
A diferència de Benedict Anderson, Gellner pensava que les nacions no eren "comunitats imaginades". Al seu llibre, Ernest Gellner va explicar com pensava que es van originar les nacions. Als seus ulls, les nacions són construccions completament modernes i productes del nacionalisme. Gellner creia que les nacions eren el resultat de la Revolució Industrial. Com que a les ciutats s'ajuntaven un gran nombre de persones de diferents orígens, s'havia de fer una identitat compartida entre elles. L'expansió del capitalisme va comportar la demanda d'un reciclatge constant, i Gellner va pensar que, com a resultat, la demanda es va satisfer mitjançant la creació d'un passat compartit, una cultura i una llengua comuns, que van portar al naixement de les nacions.
Gellner pensava que les nacions eren contingències i no necessitats universals. Va dir que la nostra idea de la nació era com a tal.
Dos homes només eren del mateix només si eren de la mateixa cultura. En aquest cas, la cultura és "un sistema d'idees, signes, associacions i maneres de comunicar-se".
Dos homes són de la mateixa nació només si es reconeixen mútuament com a part de la mateixa nació.
Va ser el reconeixement dels homes com a persones del mateix tipus el que els va convertir en una nació i no els seus atributs comuns.

#### Paul Gilbert
A "La filosofia del nacionalisme", Paul Gilbert desglossa el que creu que és una nació, i les seves idees contrasten amb les d'Anderson i Gellner. En el llibre, Gilbert reconeix que les nacions són moltes coses. Gilbert diu que les nacions són:
Nominalista : sigui el que digui que és una nació un grup de persones que es consideren una nació.
Voluntaris : "Grup de persones lligades per una nació de voluntat comuna".
Territorial : Grup de persones ubicades a la mateixa proximitat, o territori.
Lingüística : persones que comparteixen la mateixa llengua.
Axiològic: Grup de persones que tenen els mateixos valors distintius.
Destinació: Grup de persones que tenen una història comuna i una missió comuna.

## Reptes

### Identitat ètnica

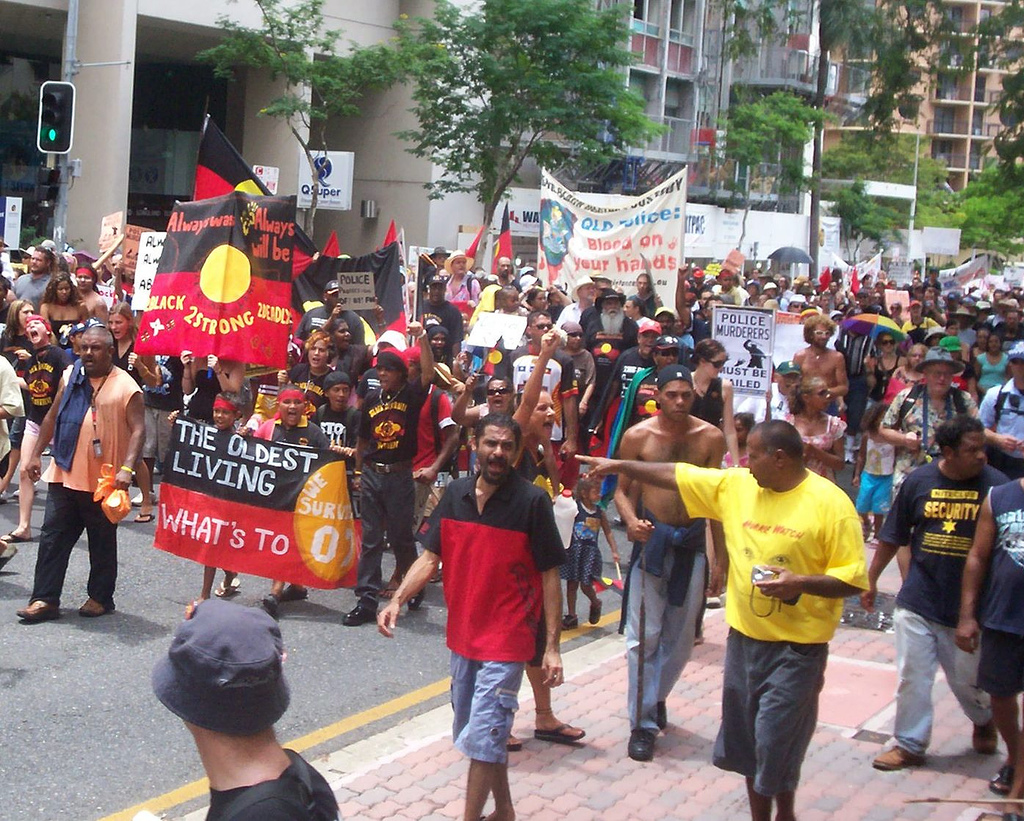
Aborígens australians protestant a Brisbane

Als països que tenen múltiples grups ètnics, la identitat ètnica i nacional pot estar en conflicte. Aquests conflictes solen denominar-se conflictes etnonacionals. Un dels famosos conflictes etnonacionals és la lluita entre el govern australià i la població aborigen a Austràlia. El govern australià i la cultura majoritària van imposar polítiques i marcs que recolzaven els valors culturals majoritaris, europeus i una llengua nacional com l'anglès. L'estat no va donar suport a les cultures i llengües aborígens, que van ser gairebé erradicades per l'estat durant el segle xx. A causa d'aquests conflictes, la població aborigen s'identifica menys o no s'identifica amb la identitat nacional de ser australià, però les seves identitats ètniques són destacades.

### Immigració
A mesura que la immigració augmenta, molts països s'enfronten als reptes de construir la identitat nacional i acollir els immigrants. Alguns països són més inclusius pel que fa a encoratjar els immigrants a desenvolupar un sentiment de pertinença al seu país d'acollida. Per exemple, Canadà té les taxes d'immigració permanent més altes del món. El govern canadenc anima els immigrants a crear un sentiment de pertinença al Canadà. Ha fomentat un concepte més inclusiu de la identitat nacional, que inclou tant les persones nascudes al Canadà com els immigrants. Alguns països són menys inclusius. Per exemple, Rússia ha experimentat dues onades importants d'afluència d'immigració, una als anys noranta i l'altra després del 1998. Els immigrants van ser percebuts negativament pel poble rus i van ser vists com "hostes no desitjats i abusius". Els immigrants eren considerats forasters i se'ls excloïa de compartir la identitat nacional de pertànyer a Rússia.

### La globalització
A mesura que el món es globalitza cada cop més, el turisme internacional, la comunicació i la col·laboració empresarial han augmentat. La gent de tot el món creua les fronteres nacionals amb més freqüència per buscar intercanvi cultural, educació, negocis i estils de vida diferents. La globalització promou valors i experiències comunes i fomenta la identificació amb la comunitat global. La gent pot adaptar el cosmopolitisme i veure's com a éssers globals o ciutadans del món. Aquesta tendència pot amenaçar la identitat nacional perquè la globalització soscava la importància de ser ciutadà d'un país determinat.
Diversos investigadors van examinar la globalització i el seu impacte en la identitat nacional. Van descobrir que a mesura que un país es globalitza, el patriotisme disminueix, la qual cosa suggereix que l'augment de la globalització s'associa amb menys lleialtat i menys voluntat de lluitar pel propi país. Tanmateix, fins i tot una nació com Turquia que ocupa una important cruïlla comercial geogràfica i un mercat internacional amb una tradició d'activitat econòmica liberal amb un arrelat emprenedor i comerç exterior té graus d'etnocentrisme, ja que els consumidors turcs poden ser bàsicament compradors racionals en no discriminar els productes importats. No obstant això, mostren preferències pels béns locals que són d'igual qualitat que les importacions perquè comprar-los ajuda l'economia del país i l'ocupació domèstica.

## Problemes

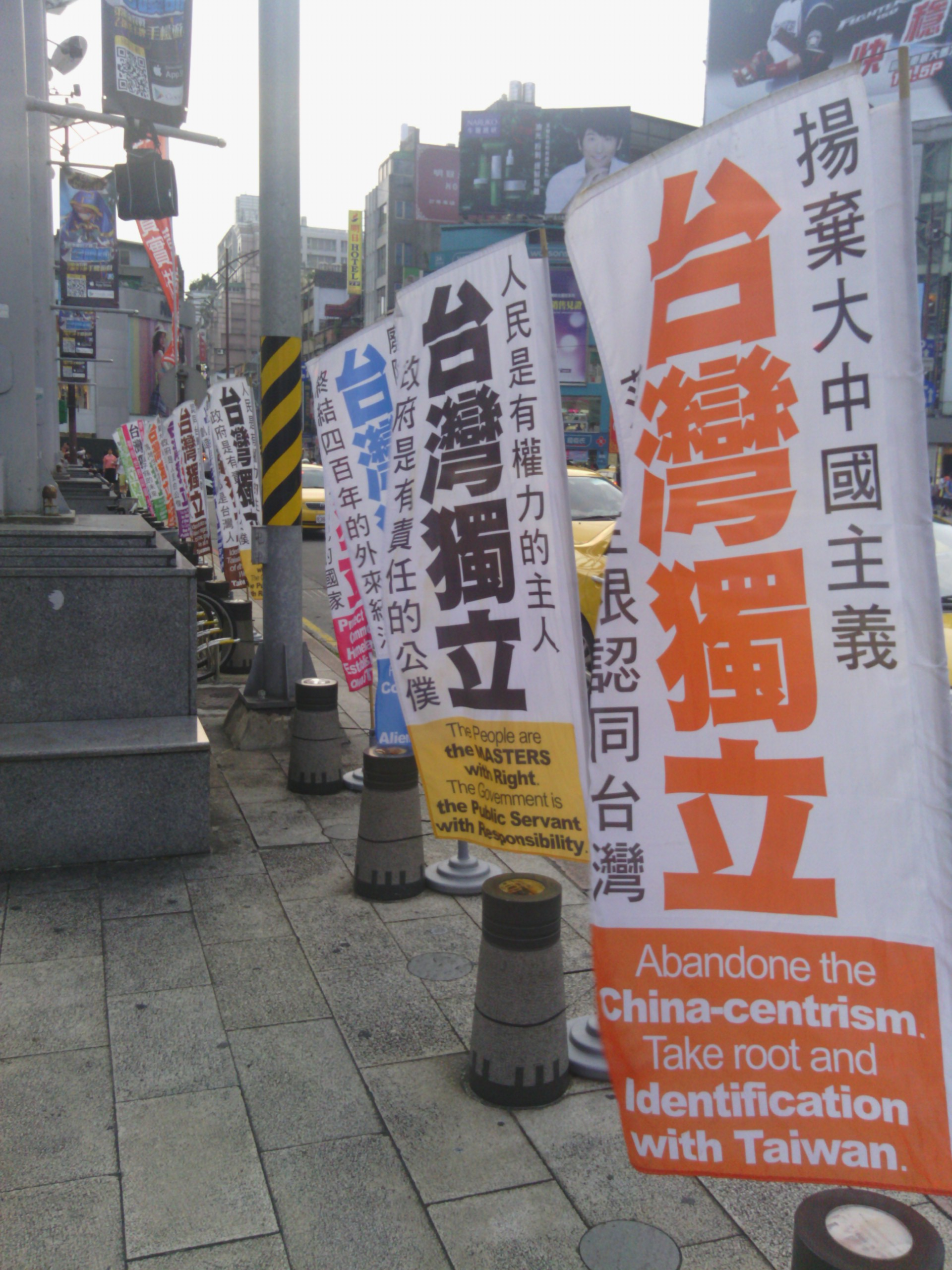
Taiwanesos manifestant-se per la independència

En alguns casos, la identitat nacional xoca amb la identitat civil d'una persona. Seria el cas dels catalans i l'Estat espanyol. També es pot esmentar el cas de molts àrabs israelians que s'associen a la nacionalitat àrab o palestina. Són ciutadans de l'estat d'Israel, que entra en conflicte amb la nacionalitat palestina. Els taiwanesos també s'enfronten a un conflicte d'identitat nacional amb identitat civil, ja ha hagut moviments que defensen la "independència formal de Taiwan" i canvien el nom de " República de la Xina " a "República de Taiwan". el nom del país "República de la Xina", i una part d'ells no s'identifiquen amb "República de la Xina", sinó més aviat amb "República de Taiwan".

## Marcadors
Els marcadors d'identitat nacional són les característiques que es fan servir per reconèixer una persona com a membre d'una determinada identitat nacional. Aquests marcadors no són rígids, sinó que són dinàmics i poden variar segons la cultura i amb el pas del temps dins d'una mateixa cultura. Entre aquests marcadors s'hi poden trobar la llengua o dialecte compartit, la vestimenta tradicional, el lloc de naixement, les relacions familiars, entre altres elements